# Le mie palle - Proteggerò la mia terra?
Le mie palle - Proteggerò la mia terra? (オレたま 〜オレが地球を救うって!?〜?, Oretama ~Ore ga chikyū o sukūtte!?~) è un manga ideato e disegnato da Shigemitsu Harada. Venne pubblicato per la prima volta sulla rivista Young Animal Arashi nel novembre del 2006 ed è composto da 41 capitoli (più tre speciali e quattro extra). Il primo tankōbon venne realizzato il 29 agosto 2007. È pubblicato in Italia da Magic Press.

## Trama
È la sera del 1º luglio di un anno nel futuro, la gente è spaventata a causa di alcune profezie che annunciano la fine del mondo. Ritornando a casa ubriaco, il diciannovenne Satō Kōta si trova coinvolto nella battaglia tra un angelo anziano e Lady Emanniel, la Regina degli Inferi. Il giovane non si accorge di nulla per cui decide di urinare in un posto appartato, ma sfortunatamente si trova sulla traiettoria della freccia che avrebbe dovuto sigillare la regina del terrore in una sfera magica, che finisce, in pieno stile comico-demenziale, confinata in un suo testicolo.
L'angelo spiega al giovane che non dovrà eiaculare per i successivi trenta giorni, altrimenti Lady Emanniel verrà liberata dalla sua prigione. La Terra, infatti, in origine apparteneva ai diavoli, e, secondo un contratto stipulato con Dio la stessa Terra sarebbe dovuta tornare in loro possesso proprio quella notte, ma ciò avrebbe comportato la distruzione dell'intera umanità. Solo Lady Emanniel possiede le conoscenze magiche per annientare definitivamente la razza umana.
Per questa ragione l'angelo anziano ha tentato di intrappolarla in una palla sacra di contenimento, situata proprio nel luogo in cui il nostro eroe stava urinando, finendo per sbagliare tragicomicamente "sfera": il tutto viene complicato dall'arrivo di Ellis, una giovane demone di basso grado, che ha il compito di liberare la regina ad ogni costo e con ogni mezzo.
Essendo stata confinata nel mondo dei demoni fino a quel momento, la povera e inesperta Ellis inorridisce alla vista del pene di Kōta e fallisce nel portare fino in fondo l'eiaculazione del ragazzo allo scopo di liberare la propria padrona. Non potendo tornare nel proprio mondo senza portare a termine la missione, decide di ritentare e vincere le proprie paure. Durante i successivi scontri con Kōta, Ellis sviluppa nei suoi confronti un sentimento per lei nuovo, l'amore, affermando di non essere più interessata alla missione. Così la demonietta si insedia in casa del ragazzo, boicottando per gelosia anche i piani di Irene, una succube inviata dall'inferno, quando la liberazione di "Lady Emanniel" sembrava tardasse ad arrivare.
Accade poi che Minayo, una ragazza in apparenza timida, ma in realtà disinibita e affamata di sesso sotto l'effetto degli alcolici, involontariamente liberi un braccio di Lady Emanniel. A questo punto Ellis, inorridita perché la regina, ricoperta dal seme contenuto nei testicoli di Kōta, la tocca sporcandola di sperma, colpisce la propria padrona, ri-sigillandola. Spaventata da quella che potrebbe essere l'ira di Lady Emanniel in seguito a questo incidente, decide di allearsi con Kōta per impedire la liberazione della regina. Stringe così un patto col ragazzo: se lui le donerà la propria anima, lei lo aiuterà negli scontri contro i demoni (e Kōta decide di accettare sia per il bene dell'umanità che per le sue masochistiche fantasie). Il contratto dà il controllo totale del suo corpo ad Ellis, la quale, ogni volta che Kōta perde i sensi, ne abusa sfruttandolo come giocattolo sessuale per soddisfare i propri desideri. Anche Irene la succube decide di passare dalla parte dell'umanità così da potersela spassare con tutti gli uomini carini della terra.
Successivamente diversi demoni attaccano Kōta mettendo a dura prova lo sventurato ragazzo, che giunge molto spesso al limite dell'eiaculazione, riuscendo poi a resistere grazie all'aiuto di Ellis. Esasperati, i demoni tentano di scatenare l'Armageddon, ma si scopre che una guerra fra demoni e uomini, in virtù dei progressi tecnologici compiuti dall'umanità nel corso dei secoli, finirebbe per provocare la distruzione sia degli uni che degli altri. Kōta discende allora negli inferi per convincere i diavoli a rinunciare, e, grazie all'Angelo anziano, Irene riesce nel suo intento. Quando mancano solo 4 giorni alla fine del pericolo, Kōta si trova al proprio limite massimo di resistenza, ed anche il suo sistema riproduttivo si sta danneggiando per mancanza d'esercizio, così il vecchio Angelo dona al ragazzo delle perline sacre che lo proteggeranno durante gli ultimi attacchi demoniaci.
L'ultimo giorno di luglio scende in campo l'altra regina degli inferi, di nome Lucifero, che chiude sia Kōta che Ellis in una realtà alternativa interamente sotto il suo controllo. Grazie alla protezione delle perle sacre il giovane riesce comunque a resistere all'assalto di tutti i demoni, tranne che della stessa Lucifero, immune - in quanto ex-angelo - al loro effetto. Ellis vedendo Kōta in punto di morte implora allora la regina dei demoni di lasciarlo venire e lei l'asseconda.
Inaspettatamente lo sperma di Kōta durante il mese passato ad accumularsi era diventato molto appiccicoso e Lady Emanniel riesce a liberare solamente un braccio. Lucifero tenta di liberarla tirandola fuori con la forza, ma Ellis la ferma rimanendo intrappolata a sua volta assieme a loro all'interno del testicolo di Kōta. Ormai l'umanità ha la vittoria in pugno, ma Kōta non se la sente di abbandonare la giovane demonietta che in molte occasioni l'ha aiutato.
Entra così nel mondo dei sogni dove incontra Lucifero ed Emanniel che tengono in ostaggio Ellis; ricattando i due giovani le regine li costringono a fare l'amore per poter così finalmente uscire quando il corpo di Kōta eiaculerà a causa del sogno bagnato. I due però, per via dei loro sentimenti non mettono fretta alla cosa, riuscendo a guadagnare abbastanza tempo da trovare un modo per liberare Ellis. Kōta si è reso ormai conto che i propri sentimenti per la demonietta sono molto più profondi di quanto avesse mai pensato.
La mezzanotte del 31 luglio è passata e l'umanità è salva, ma Kōta non può ancora permettersi di venire, perché Ellis essendo un diavolo non beneficia della protezione divina e verrebbe uccisa per il tradimento commesso, solo facendola innamorare di sé potrà salvarla, trasformandola in un autentico essere umano; ma il tempo è limitato. Kōta ha difatti solamente sette giorni prima che il suo muscolo di controllo, il pubococcigeo, si spezzi del tutto costringendolo infine a venire.
Il ragazzo riesce a superare le testardaggini e le insicurezze della ragazza e, dopo averla fatta innamorare di sé nel mezzo di un amplesso, inizia la sua vita con lei. Nell'ultima pagina della storia principale del manga è rivelato che i nostri eroi e amanti avranno due figli, un maschio ed una femmina, che sono a conoscenza della storia dei genitori. In un capitolo extra viene mostrata la prima fase della loro nuova vita: sposatisi nel lasso di tempo tra agosto e settembre, Ellis e Kōta hanno non pochi problemi da affrontare. Il matrimonio è stato al risparmio e senza abito, anche se benedetto da San Michele in persona e Kōta non trova lavoro perché ha lasciato gli studi dopo il liceo (Ellis non voleva che lavorasse ancora con Minayo); nonostante questo i due sono profondamente felici di stare insieme (benché il fastidioso fatto che i danni riportati al sistema riproduttivo abbiano trasformato Kōta in un uomo affetto da eiaculazione precoce).

## Personaggi

### Protagonisti
- Kōta Satō  (佐藤航太?, Satō Kōta)

È un ragazzo diciannovenne, con un lavoro part-time, single, vergine e con tendenze masochiste. Il 1º luglio di un anno indefinito nel futuro, di ritorno a casa ubriaco, mentre sta urinando viene coinvolto nella battaglia tra la Regina del Terrore e l'angelo Michele, che inavvertitamente sigilla la rivale nel testicolo destro del ragazzo. L'angelo spiega al giovane che non dovrà assolutamente eiaculare per i successivi 30 giorni pena la fine del mondo.
Anche se Kōta vuole proteggere l'umanità la sua forza di volontà vacilla molto spesso ed in molti casi solo con l'aiuto di Ellis riesce a cavarsela. È innamorato della sua giovane collega Minayo, anche se nel suo cuore fa progressivamente breccia sempre più Ellis la quale gli rimane accanto in ogni situazione critica affrontata da quel momento in poi. Dopo esser sceso negli inferi solo con l'aiuto di Irene riesce a scappare e tornare sulla terra sano e salvo.
Successivamente Kōta viene attaccato da Lucifero, creatura immune alla barriera di perline sacre in quanto angelo decaduto, che riesce a farlo eiaculare, ma Lady Emanniel rimane appiccicata nello sperma di Kōta, liberando solo un braccio. L'intervento di Ellis è decisivo, ma anche la giovane demonietta viene sigillata nei suoi testicoli. Kōta, anche sapendo di aver ormai la vittoria in pugno, non vuole sacrificare Ellis e la libera. L'umanità è così salva ma Ellis, se Kōta dovesse venire e liberare Lady Emanniel, sarebbe ancora in pericolo.
Per il bene di Ellis decide di lasciare Minayo e dichiararsi alla giovane demonietta, la quale reagisce fuggendo imbarazzata. In preda allo sconforto Kōta è convinto dal suo capo un po' maniaco, ad uscire a bere assieme, così, senza rendersene conto e dopo una epica bevuta, viene condotto in un locale di lapdance. La ragazza che ha il compito di servirlo però ha lavorato precedentemente in locale dove si pratica il sumata e lo stimola a tal punto da non riuscire a trattenere l'eiaculazione, e liberare così Lucifero.
Il demone intima al ragazzo di liberare Lady Emanniel, e solo l'intervento dell'angelo Michele gli permette di fuggire. Durante l'orario di lavoro Kōta incontra Minayo ora con i capelli tagliati corti ; la ragazza inizia a flirtare con lui cercando di riallacciare il rapporto, ma l'arrivo di Ellis li interrompe. Kōta viene portato via dalla giovane demonietta che si confessa a sua volta manifestando il suo desiderio di stare con lui, per sempre e innamorata. Ma, contrariamente a quanto detto da Irene, Ellis resta un demone e Kōta è costretto ancora a trattenersi.
Kōta decide così di invitare ad un appuntamento Ellis in modo da farla innamorare di lui e definitivamente. Dopo una bella giornata i due finiscono in un love hotel, l'unico posto che Kōta poteva permettersi. Nonostante la bella giornata Ellis continua a dirgli che lo odia. Il ragazzo è depresso perché si sente di aver fallito, ma Ellis dopo una doccia decide che è ora che i due facciano l'amore, e, grazie al contratto che li lega lo costringe ad assecondarla. Kōta cerca di resistere ad ogni modo dicendo alla demonietta che per lei resisterà tutto il tempo necessario : Ellis gli risponde che va tutto bene ed alla fine il ragazzo eiacula liberando Lady Emanniel. Kōta prega per la salvezza di Ellis ma non ce n'è bisogno perché Ellis ormai è già diventata umana. Michele spiega ai ragazzi che questo miracolo è stato possibile grazie all'amore incondizionato che Ellis prova per Kōta che le avrebbe fatto sacrificare anche la sua vita per il bene del suo amato.

L'amore infatti non si può provare con le parole ma con i fatti, e necessita di un affetto spontaneo verso l'altro. In un capitolo extra si viene a scoprire che nel lontano 31 luglio 1999 anche la madre di Kōta quando era in seconda superiore, ebbe più o meno lo stesso incidente del figlio e "il re demone" finì imprigionato nel suo utero. Fortunatamente per lei quella situazione durò solo un giorno e non un mese, ma non fu facile vedersela con svariati incidenti e con quello stupido anche se in fondo bravo ragazzo che poi sarebbe diventato il padre di Kōta.
- Ellis (エリス?, Erisu)[3]

È un demone femmina, di basso livello che all'inizio della serie aiuta la Regina del Terrore nel compito di distruggere la razza umana. Quando un angelo sigilla Lady Emanniel nel testicolo destro di Kōta la sua missione diventa quella di fare eiaculare il ragazzo, ma la cosa non è facile: infatti Ellis manca totalmente di esperienza nei rapporti sessuali, inoltre il pene in erezione di Kōta la disgusta enormemente.
In questa condizione non può tornare nel suo mondo e, dopo aver accidentalmente tradito la regina, unisce le sue forze a quelle di Kōta, per evitare che la regina venga liberata e possa così punirla. Stringe così un contratto con lui in quanto, essendo un demone, non poteva usare i propri poteri per un umano senza avere nulla in cambio, la sua anima in cambio del suo aiuto. Durante i loro incontri-scontri lei sviluppa un affetto sincero per il ragazzo che si trasforma ben presto in amore ma continua comunque a trattarlo il più possibile freddamente per orgoglio.
I sentimenti di Ellis per Kōta, totalmente nuovi per una creatura del male, la rendono confusa e indecisa, e spesso sfoga questa frustrazione usando i poteri del contratto che la lega a Kōta per farsi masturbare senza che lui se ne accorga. Diventa molto gelosa di Kōta e detesta vederlo in compagnia di Minayo, così grazie al loro contratto è in grado di controllarlo vendicandosi su di lui in questo modo (se Kōta disubbidisce subisce un dolore insopportabile). Il suo aspetto poco sviluppato e la presenza delle ali sulla testa invece che sulla schiena sembrano essere legati al suo status di demone minore. Il suo marchio demoniaco è in mezzo alle scapole. Ellis è una testa calda e se provocata abbastanza finisce per agire di impulso, cosa che molto spesso le si ritorce contro di sé o contro Kōta.
Durante lo scontro con Lucifero, il demone infernale aveva avuto quasi la meglio sulla coppia. In questo frangente Ellis mostra tutto l'amore che prova per Kōta, implorando la regina dei demoni di lasciar eiaculare il giovane salvandogli la vita. Viene successivamente rinchiusa nei testicoli di Kōta assieme a Lucifero, ma riesce a fuggire proprio grazie all'intervento del ragazzo e del vecchio Angelo che la tira fuori per la coda. Grazie a lei l'umanità è salva, ma la protezione concessa agli uomini su Ellis non ha effetto, così, se Lady Emanniel dovesse essere liberata la sorte per la giovane demonietta sarebbe segnata.
Kōta decide così di lasciare Minayo e di confessarle il proprio amore per renderla umana. Ellis non sa come reagire e fugge imbarazzata lasciando sbigottiti sia Kōta che Irene. Rimasta sola cerca di mettere ordine nei propri sentimenti e torna da Kōta dichiarandosi a sua volta e dicendo che ora il ragazzo dovrà assumersi le proprie responsabilità nei suoi confronti. Poco prima che i due facciano l'amore Kōta si accorge che Ellis è ancora un demone e devono interrompersi per capire cosa non sia andato per il verso giusto nella trasformazione di Ellis in umana.
Kōta invita per un appuntamento Ellis ed i due passano una bellissima giornata e la sera decidono di trascorrerla in un love hotel. Apparentemente però, niente sembra provocare una trasformazione. Ellis, rassegnata, non volendo che Kōta continui a resistere mettendo in pericolo la sua salute, decide così di sacrificarsi facendo l'amore con Kōta cercando contemporaneamente di allontanarlo da lei. Sfruttando il contratto che li lega Ellis costringe Kōta ad ubbidirle ed alla fine libera la Regina del Terrore. Kōta prega per la salvezza di Ellis ma non ce n'è più bisogno perché ormai la ragazza è diventata umana. Kōta ed Ellis avranno due figli.
- Lady Emanniel (エマニエル?, Emanieru)

È la Regina del Terrore. Scesa sulla terra per distruggere l'umanità accompagnata da Ellis, viene sconfitta e rinchiusa dall'angelo Michele nel testicolo destro del ragazzo. Finisce così per risiede immersa dentro lo sperma del giovane; avendo la capacità di introdursi nei suoi sogni, tenta più volte di fargli venire un "sogno bagnato". In una occasione è quasi riuscita a rompere il sigillo ma solo il suo braccio destro fuoriesca dal membro di Kōta.
Con l'inganno tenta anche di convincerlo di essere rimasta incinta di suo figlio, quando egli la sfruttò per consumare un po' di sperma accumulato, ma il giovane non si lascia ingannare. Emanniel tenterà anche di convincere Ellis a liberarla in cambio del perdono ma un sentito discorso di Kōta la convince a non cedere. Kōta tenta in seguito di ragionare con lei per evitare l'Armageddon. La regina del terrore accettò e l'Armageddon viene fermato ma tradisce Kōta scatenandogli contro i diavoli. In seguito a questo ennesimo tentativo fallito, Satana riesce quasi a liberarla ma l'intervento di Ellis boicotta il rilascio. Insieme a Satana tenta di ricattare Kōta a liberarle in cambio della vita di Ellis. Il loro orgoglio però le spinge a costringere Ellis a "fare il lavoro sporco", faccenda che si rivela essere più lunga del previsto, dando abbastanza tempo a Michele ed Irene di studiare un piano per liberarla. Lady Emanniel riesce finalmente a liberarsi dalla disgustosa prigionia quando Kōta ed Ellis fanno l'amore, ma per lei è troppo tardi, sia per vendicarsi di Kōta ed Ellis, che per conquistare il mondo. Alla fine viene tradita anche da Lucifero, che decide di schierarsi dalla parte dell'angelo Michele. Con qualsiasi briciola di orgoglio distrutta, Emanniel non può far altro che andarsene con le pive nel sacco.
- Minayo Aizawa (相沢美奈与?, Aizawa Minayo)

È una collega di Kōta, e sua grande innamorata. Ha una personalità allegra ed in genere è molto dolce, ma ha il vizio di ubriacarsi, in queste condizioni diventa estremamente lussuriosa. Durante i loro appuntamenti Kōta rischia diverse volte di eiaculare per colpa della ragazza, ma riesce sempre a cavarsela. Il loro rapporto sembrava destinato ad interrompersi per la gelosia di Ellis e l'arrivo di Ash, ma ritornano insieme dopo l'incidente di Ariel, in quanto la ragazza dichiara che lui è l'unico ragazzo per lei, perché, anche avendola vista ubriaca, continua ad essere sempre gentile con lei.
Dopo la sua discesa negli inferi Kōta decide che sia più sicuro non tornare a casa sua, così con una scusa comincia a convivere con Minayo. Ma tramite una sua foto con Minayo, i demoni presto rintracciano nuovamente il ragazzo. Dopo che Minayo viene rapita dai demoni e assalita da una chimera, Kōta decide di scappare con lei in un villaggio poco lontano dalla città, mascherando la fuga come un semplice viaggio. Lasciati soli da una depressa Ellis (che era stata temporaneamente dissuasa da Irene dal continuare a inseguire la sua cotta per Kōta), Kōta e Minayo finiscono in una situazione intima, dove effettivamente il ragazzo perde la sua verginità, anche se facendo solo finta di eiaculare.
Minayo si accorge di questo, e comincia a temere che la relazione possa non durare, anche scherzando (anche se involontariamente indovinando completamente) che Kōta stia pensando ad un'altra donna. Quando il villaggio cade sotto l'attacco dei demoni Minayo rimane chiusa nella sua camera dell'albergo, preoccupata per Kōta che non riusciva più a trovare. Qualche giorno dopo proprio la sera nel quale lei cerca di ricementare il rapporto, Kōta, per proteggere Ellis, decide di lasciarla confessandole di essere innamorato già di un'altra ragazza. Il giorno dopo Minayo si presenta al lavoro con i capelli tagliati corti motivando la scelta come cambio di immagine anche se con tutta probabilità questo fatto è dovuto allo shock per essere stata lasciata dal proprio ragazzo. È ancora innamorata di Kōta ed infatti prima che Ellis torni a prendere Kōta al negozio cerca ancora di flirtare con lui, quando il ragazzo se ne va con Ellis si chiede se avesse fatto davvero la scelta giusta a lasciarlo ad Ellis.
- L'angelo Michele (天使のマイケル?, Tenshi no Maikuru)

L'angelo che ha sigillato la Regina del Terrore nel testicolo di Kōta, e avendo consumato la maggior parte dei propri poteri ed energie nel compito, muta la propria forma in quella di un vecchietto. Spiega a Kōta ciò che lo attenderà durante il mese seguente. Si ritrova a vivere come un barbone con un cane vagabondo come unica compagnia. Riesce ad aiutare Kōta a fuggire da Isabella e in seguito riacquista parte dei suoi poteri, ma viene catturato dai demoni dopo che era rimasto indietro per permettere al ragazzo di fuggire dall'inferno.
Dopo essere stato liberato continua a sorvegliare la città e riappare nuovamente durante l'attacco di Satana il 31 luglio in un anno indefinito nel futuro. Riacquista così la sua forma originale, e diviene improvvisamente bellissimo (assieme al cane) e sconfigge, seducendola, il demone Asmodeus. Conosce Lucifero da millenni che gli spiega di essere stata l'angelo più potente del paradiso, prima di decadere.
Durante quel periodo era costretto, assieme a Cupido, a soddisfarla sessualmente in continuazione. Dopo che Lucifero riesce a liberarsi dai testicoli di Kōta giunge in soccorso del ragazzo permettendogli di fuggire. Dopo l'ultimo "duello" (de facto un incontro privato in un love hotel), lui e Lucifero trovano un accordo attraverso cui la terra, i demoni e gli esseri umani saranno salvi.
- Irene, la Succube (アイリン?, Airin)

Una succube dell'Inferno, inviata sulla terra per aiutare Ellis a liberare Lady Emanniel. Possiede un potere speciale chiamato "Eye Rape" (Occhio Violentatore) attraverso cui convoglia tutto il proprio potere magico e con quello violenta chiunque lei desideri. Ellis sembra detestarla, mentre Irene si comporta come un'amica impicciona; aggredisce per la prima volta Kōta quando quest'ultimo era stato portato contro la sua volontà dal suo datore di lavoro in un bordello clandestino, sostituendosi alla donna (grassa e brutta) che Kōta aveva scelto nella speranza di non eiaculare.
Prima che possa far venire Kōta è fermata dall'arrivo della polizia, chiamata da Ellis per impedire che Irene le rubasse la gloria, e facendo così involontariamente arrestare Kōta e il suo capo. Poco tempo dopo Kōta decide di farsi operare di vasectomia, per imprigionare la regina del terrore per sempre. Ma ancora una volta Irene si sostituisce all'infermiera e assale Kōta, asserendo che non l'avrebbe liberato fino all'eiaculazione. Il ragazzo le fa notare tuttavia che ciò vorrebbe dire che Lady Emanniel verrebbe rilasciata all'interno del suo corpo, con ovvie spiacevoli conseguenze.
Così Irene decide di optare per il paizuri. È il primo demone che riesce a far raggiungere l'orgasmo a Kōta ma un insperato colpo di fortuna accade. Per un sadico scherzo Irene aveva poco prima ferito leggermente con un bisturi il testicolo di Kōta che, nella fretta di bloccare la perdita di sangue, aveva, in maniera poco ortodossa, legata una fascetta di plastica intorno al testicolo, involontariamente bloccando anche il rilascio dello sperma, evitando la liberazione di Lady Emanniel.
In seguito la vasectomia si rivela troppo costosa per le sue finanze, così Kōta vi rinuncia. Irene abbandona la propria missione per portare avanti le proprie attività promiscue con più uomini possibile ed per questa ragione non desidera che la terra venga distrutta, accorrendo diverse volte in aiuto di Kōta, soprattutto durante il suo viaggio negli inferi. Il suo tradimento viene perdonato dopo che lei ha fatto conoscere ai demoni parte dei suoi amanti. Inizialmente poco fiduciosa che una relazione seria tra un umano e un diavolo possa funzionare sarà presente alla dichiarazione d'amore di Kōta ad Ellis.
- Lucifero (ルシファー?, Lucifer)

La signora dei demoni, conosciuta anche come Satana. Giunge sulla terra solo il penultimo giorno prima della scadenza del termine pattuito con Dio, ma sembra molto sicura di sé stessa, infatti dice a Beezlebub ed Asmodeus di non preoccuparsi perché hanno ancora molto tempo. La sua prima mossa è quella di rinchiudere Kōta, Ellis e tutto il villaggio nel quale si trovano, in un mondo demoniaco da lei creato, per farlo poi attaccare da Lamia e dalla Minotaura con dei giocattoli erotici, ma le due falliscono miseramente.
Successivamente invia anche Beezlebub, ma anch'ella alla fine viene battuta. La stessa Lucifero, decide così di scendere in campo, ed essendo immune ai poteri della barriera sacra presente sul pene di Kōta, si avventa sul ragazzo ma inaspettatamente non sembra aver fretta di far eiaculare il giovane volendo godere del rapporto con lui. La sua vera natura demoniaca però presto si rivela. Questo suo modo di agire deriva dalla volontà di torturarlo fino alla fine, e solo alla richiesta di Ellis lascia venire il ragazzo.
Inaspettatamente però di Lady Emanniel libera solo un braccio perché lo sperma di Kōta era diventato troppo appiccicoso così cerca di trascinarla fuori a mani nude ma l'arrivo di Ellis glielo impedisce venendo a sua volta risucchiata, assieme alla giovane demonietta, nel testicolo di Kōta. Lucifero tenta insieme a Lady Emanniel di ricattare Kōta, ma a causa del loro orgoglio fanno l'errore di costringere Ellis a fare il lavoro sporco. Kōta ed Ellis infatti non intendevano rendere la cosa troppo diretta e il lasso di tempo guadagnato permette non solo di raggiungere la mezzanotte del 31 luglio ma anche di trovare un modo di rilasciare fisicamente Ellis dal sigillo. Lucifero riesce a liberarsi dalla sua prigionia nel testicolo di Kōta, solo dopo la scadenza del termine pattuito, ma vuole vendicarsi comunque del ragazzo : visto il suo status di mezzo angelo si avventa sul giovane. Viene interrotta dall'arrivo dell'angelo Michele che salva Kōta dalle sue grinfie. Lei e Michele trovano "un accordo" che permette alla terra, agli esseri umani ed ai demoni di salvarsi.

### Personaggi secondari
- Il Capo

È il datore di lavoro di Kōta e Minayo, gestore del supermercato : è un individuo losco e poco affidabile. Amante delle donne, quando entra in conversazione con Kōta, assume sempre atteggiamenti sessuali e lascivi, come le inopportune domande sulla virginità del ragazzo o di particolari intimi della relazione tra quest'ultimo e Minayo. Inoltre è un assiduo frequentatore di locali a luci rosse ai limiti della legalità (e per questo ha passato una notte in cella più di una volta) dove trascina Kōta due diverse occasioni, la seconda di queste provoca il rilascio di Lucifero.
- L'indovino

Questo bizzarro personaggio è all'apparenza solo uno dei tanti imbroglioni che tentano di spillare soldi ai passanti con falsi riti magici, e certamente il suo comportamento è adeguato a questo ruolo. Tuttavia le sue predizioni su Kōta sono perfettamente esatte, come il suo enorme e irripetibile picco di fortuna con le donne durante il mese di luglio (ovvero i continui attacchi lascivi dei demoni) e su un imminente crisi che da lì a poco si sarebbe verificata (l'attacco su larga scala di Lucifero).
- Ares, la Mietitrice di Anime (アレス?, Ales)

Una mietitrice di anime. Differentemente dagli altri demoni dotati di una coda a punta di lancia, la sua ha la forma di un'enorme falce con la quale tenta di strangolare Kōta allo scopo di liberare Lady Emanniel dal testicolo di Kōta. Fallisce in grazie al provvidenziale intervento di Ellis che controllava Kōta mentre era svenuto.
- Marie, la Vampira (マリー?, Marie)

Fa la sua prima breve apparizione nel capitolo 11, ma entra in azione solo il 15 luglio cercando estrarre Lady Emanniel succhiandola fuori dal testicolo di Kōta evitando così di doverlo sedurre. Tuttavia a causa di un potente calcio sferrato in precedenza da Ellis, i testicoli di Kōta si erano ritratti per il dolore. Viene facilmente sconfitta da Ellis con una croce e dell'aglio.
- Ash, l'Invisibile (アッシュ?, Ash)

Appare durante il capitolo 15. Ha la capacità di rendersi invisibile così da poter far eiaculare Kōta senza che Ellis possa intervenire. Attacca Kōta mentre è sul lavoro, ma, purtroppo per lei viene casualmente colpita e sconfitta da Minayo. Il fraintendimento fra Kōta e Minayo creato da Ash porterà a una temporanea separazione fra i due ragazzi.
- Ariel, l'Angelo Decaduto (エリエール?, Eli Yale)

Fa la sua comparsa nel capitolo 17. Ha gli stessi poteri di Cupido solo che le sue frecce oltre a far innamorare una persona di un'altra ne stimolano enormemente anche gli appetiti sessuali. Viene raggirata e sconfitta da Kōta che le fa credere di aver eiaculato mentre invece ha utilizzato un mix di latte condensato e lozione per creare del falso sperma. Una delle sue frecce colpisce Minayo che si riavvicina a Kōta prima grazie al maleficio ma poi rimane con lui per amore. Il potere della freccia nera di Minayo verrà spezzato prima del tempo previsto da Ellis.
- Isabella, la Morta (イザベラ?, Isabella)

Viene introdotta nel capitolo 19. Il suo aspetto richiama quello di una mummia e di uno zombie, per questa ragione può controllare anche parti del proprio corpo separate da esso (benché l'idea della necrofilia non attirava troppo Kōta). Cerca di far raggiungere l'orgasmo a Kōta facendogli ingoiare il suo dito indice così da stimolargli la prostata dall'interno mentre copula con lui. Il suo piano viene sventato dal cane di un barbone, che si rivelerà essere l'angelo Michele senza più poteri, che le stacca il braccio scheletrico dando così tempo a Kōta di fuggire. Viene poi spaventata fino alla fuga quando Michele e il cane fanno intendere di essere così affamati da volersela cucinare.
- Baphomet (バフオメツト?, Bafuo Metsuto)

Uno dei grandi diavoli infernali, si rivela essere un ermafrodita e quindi dotato di ambedue gli organi riproduttivi, attacca Kōta durante il suo viaggio all'inferno per fermare l'Armageddon, sfruttando la sua conoscenza del membro maschile e d'altro canto il suo corpo da ragazza. Viene sconfitto dall'azione combinata di Kōta e Irene quando gli ritorcono contro la sua doppia natura.
- La Minotaura (ミノタウロス?, Minotaurosu)

Una creatura infernale che unisce le sembianze di una bellissima e procace ragazza a quelle di una mucca. I suoi seni hanno una lattazione continua e questa peculiarità viene sfruttata a proprio vantaggio da Irene per accecare Lamia e liberare Kōta. Sempre con Lamia lo attacca nel mondo demoniaco creato da Lucifero ma viene immediatamente sconfitta.
- Lamia (ラミア?, Ramia)

Creatura mitologica metà donna e metà serpente, si avvale della sua lunghissima lingua per afferrare il membro di Kōta ed iniziare a masturbarlo. Viene accecata dal latte della Minotaura spruzzatole in faccia da Irene. Attacca, sempre in compagnia della Minotaura, ancora il giovane con dei giocattoli erotici ma viene definitivamente sconfitta dal rosario sacro.
- Beezlebub (ベルゼブブ?, Beruzebubu)

Una delle Regine degli inferi incontrate da Kōta, comanda delle locuste che utilizza per far eccitare Kōta. Giunto al proprio limite il ragazzo però fortunatamente trova una mandragora, pianta dall'aspetto di una giovane fanciulla molto timida, che urlando a squarciagola per l'imbarazzo di essere vista fa svenire Beezlebub. Riprova ad attaccare Kōta nel mondo reale, prendendo in ostaggio Minayo, così da poter utilizzare una Chimera contro di lui, ma le perle sacre poste sul pene del giovane, riusciranno a proteggerlo. Giunti a poche ore dallo scadere del termine si offre volontaria per liberare Lady Emanniel e sembra potercela fare, infatti il suo corpo riesca a sopportare gli effetti del rosario, ma un suo movimento sbagliato rivela il simbolo demoniaco sotto una sua ascella e così Kōta, controllato da Ellis, riesca a sopraffarla.
- Asmodeus (アスモダイ?, Asumodai)

Altra Regina degli inferi, metà donna e metà pecora, si avventa su Kōta dopo che la sua compagna Beezlebub lo aveva catturato. Riesce quasi a farlo cedere (anche se la zoofilia non attirava certo Kōta) ma con le sue ultime forze il ragazzo coglie da terra una mandragola e con questo stratagemma riesce a liberarsi. Riprova ad attaccare Kōta nel mondo reale prendendo in ostaggio Minayo così da poter utilizzare una Chimera (composta da un polpo, una tartaruga e un'abalone) contro di lui, ma le perle sacre poste sul pene del giovane riusciranno a proteggerlo. Dopo l'arrivo di Lucifero si occupa di procurare al gruppo di demoni i giocattoli sessuali e fornire della musica erotica di sottofondo, viene però sedotta e sconfitta dal vecchio angelo ritornato di colpo giovane e bellissimo.
- Doppelgänger Duel (デユエル?, Deyueru)

Venuta a conoscenza del fatto che Kōta è al limite della propria resistenza e che se dovesse continuare a resistere ad altri stimoli i suoi organi riproduttivi verrebbero danneggiati, decide di entrare in azione dopo essere stata avvisata da Beezlebub. Ha una capacità unica, quella di poter modificare il proprio aspetto in quello di qualsiasi altra donna. Prima di agire però pone un sigillo per evitare che Ellis possa intromettersi. Per evitare di toccare il sacro rosario che protegge il ragazzo e stimolarlo a tal punto da farlo eiaculare solo con la vista, si trasforma prima in una gravure idol (una modella per bikini) e poi in un'attrice di Hollywood, Angelina Jolie (アンジェリー•ジョリ?, Anjeri• Jori). Fortunatamente Ellis riesce a suggerire a Kōta di rompere la barriera con il rosario, ed una volta libera sconfigge facilmente Duel.
- Nina, l'angelo della purezza

Protagonista delle storie extra, Nina l'angelo della purezza (meglio nota come l'angelo indecente) è un angelo incaricato di eliminare i demoni più pericolosi, che, durante il mese di luglio, attaccheranno Kōta. Il suo primo incarico è quello di sterminare la malvagia Angel (pronunciata "Anhel"), un demone capace di possedere le vittime. Quest'ultima tenta di prendere il possesso del giovane Taku Yamamoto, che si era rintanato nel parco per fare pipì, progettando di usarlo come mezzo per arrivare a Kōta. Nina la trova pochi secondi prima che possa compiere la possessione ma accidentalmente, similmente a Kōta, finisce per sigillarla nel testicolo destro del giovane. Per farla uscire e poterla definitivamente eliminare, Nina chiede a Taku, imbarazzato, di masturbarsi. Ma il sedicenne è completamente estraneo alla materia, costringendo Nina a masturbarlo violentemente di persona, facendo quasi rompere la propria aureola a causa delle ripetute azioni impure. Angel viene liberata e sterminata, ma Nina viene segnalata come molestatrice. Qualche tempo dopo un nuovo demone attacca sempre nello stesso parco, e per ironia della sorte, è sempre Taku a subirne le conseguenze, venendo attaccato mentre è nel bagno pubblico del parco. Il vermiforme demone infatti, è un parassita che si infila nel pene del malcapitato, raggiunge i testicoli e lì produce uova che, mescolate allo sperma, finiscono per fecondare la partner della vittima. Poiché il demone è penetrato da poco nell'uretra, un potente e violento orgasmo potrebbe espellerlo. Per raggiungere tale scopo, Nina usa a malincuore la propria aureola come cock ring, per poi "violentare" Taku, masturbandolo un'altra volta.
Questa volta l'aureola si spacca di colpo, provocando la sperata eiaculazione violenta che espelle il demone, che viene prontamente schiacciato da Nina. Terrorizzato e disgustato Taku scappa, attirando l'attenzione di un altro visitatore del bagno che prontamente chiama la polizia. Impossibilitata a tornare in paradiso a causa della perdita dell'aureola, Nina è costretta a passare del tempo in prigione per molestie sessuali, finché non venne riammessa in paradiso. Non troppo tempo dopo viene evocata tramite kokkuri da Yuri Iijima e dalle sue amiche, scambiandola per cupido e chiedendole se esiste una possibilità che sbocci l'amore tra Yuri, e un suo compagno di classe ovvero Taku Yamamoto. Ancora memore delle brutte esperienze con il ragazzo Nina comincia a lamentarsi del giovane rivelando la sua completa incapacità di masturbarsi. Ciò spinge Yuri ad assumere un approccio più aggressivo. Benché felice di aver (più o meno) messo insieme i due ragazzi, Nina tuttavia, si astiene completamente da qualunque sua responsabilità riguardo alla pervertita connotazione che la relazione ha assunto. Nina viene evocata un'ultima volta da Yuri chiedendole di catturare il Kappa che ha rubato i testicoli di Taku. Nonostante si proclami "l'angelo della purezza", Nina finisce per essere considerata una pervertita da Taku. Inoltre sotto la maschera di angelo caritatevole, si nasconde una personalità estremamente gretta, maleducata e rancorosa, che traspira quando Nina è in preda alla collera.
- Taku Yamamoto e Yuri Iijima

Taku è un ragazzo al primo anno delle superiori, che nonostante abbia sedici anni, non è mai stato interessato nella masturbazione e perciò è completamente all'oscuro di come essa funzioni. Una sera decide di fermarsi a urinare in un parco, ignaro di essere caduto nel mirino di pericoloso demone. Viene salvato dall'angelo Nina, successivamente costretta a molestarlo, spingendo Taku a classificarla e segnalarla alla polizia come una molestatrice. Tempo dopo le parole di Nina e dei suoi compagni lo convincono che effettivamente la masturbazione è un comportamento normale, e decide di fare un tentativo comprando una rivista porno. Non potendo dirigersi a casa poiché sua madre avrebbe notato l'acquisto, decide di ritirarsi nel bagno pubblico del parco fallendo poiché l'imbarazzo gli ha fatto comprare per sbaglio una rivista di sadomaso estremo, che incute nel giovane ribrezzo e terrore. Pochi istanti dopo viene attaccato da un disgustoso verme che gli si infila nell'uretra, seguito a breve dalla ricomparsa dell'angelo Nina, che si chiude nel bagno con lui e lo "assale" un'altra volta. Memore di queste brutte esperienze, ogni successivo tentativo di masturbazione si rivela fallimentare fino alla totale rinuncia del ragazzo. A scuola Taku è particolarmente apprezzato dalle sue compagne di classe che grazie alla sua indole un po' effeminata, lo considerano come un'innocua mascotte. Taku va particolarmente d'accordo con Yuri Iijima, benché sia all'oscura dell'enorme cotta che quest'ultima ha nei suoi confronti. Poiché Taku non arriverebbe nemmeno a tenerle la mano da quanto è inesperto nel campo delle relazioni, le amiche di Yuri decidono di consultare cupido se ci possa essere una speranza.
Involontariamente evocano Nina (la quale è nel peggiore degli umori possibili) che rivela la mancanza di masturbazione del ragazzo. Benché inizialmente Yuri sia rincuorata che Taku non sia uno dei soliti ragazzini pervertiti, viene in seguito convinta da una delle sue amiche che questa mancanza possa essere peggiore. A detta sua infatti una mancata attività durante l'adolescenza porterebbe alla sterilità anticipata. Poiché Yuri progetta ardentemente di dare alla luce tre figli, decide di usare il precedente l'invito a casa sua offerto a Taku, per velocemente far arrivare la conversazione sul calo delle nascite giapponesi, e di come i giovani debbano rapportarsi col sesso.
Taku è effettivamente un po' preoccupato da questa sua incapacità a masturbarsi, e vedendo lo sconforto del ragazzo Yuri decide di aiutarlo. Convinti che una manicure possa in qualche modo stimolarlo, Yuri gli trucca le mani ma ancora si rivela inutile. Cercando quindi un approccio più radicale, Yuri veste Taku con i suoi vestiti femminili. Incredibilmente la cosa ha successo. Così Yuri decide di imprestargli i suoi vestiti in modo che Taku possa masturbarsi tutti i giorni vestito da donna. Qualche tempo dopo, il 23 luglio, Taku promette a un suo compagno, Yuji, di andare alla festa del paese estiva (benché inizialmente progettava di invitare Yuri) che si sarebbe svolta il giorno dopo. Sfortunatamente lungo la via di casa decide di fermarsi ad urinare in un ruscello.
Il Kappa residente non approva assolutamente e per punizione gli estrae i testicoli attraverso l'ano (al posto della mitica sfera shirikodama) trasformandolo in una donna. Il giorno dopo si presenta da Yuri, chiedendole uno yukata per la festa e raccontandole ciò che gli è successo. La ragazza, che sperava finalmente di poter costruire una relazione amorosa con Taku e in futuro avere i suoi agognati tre figli, non è per niente felice della situazione. Oltretutto, a causa del cambio di sesso, i sentimenti di Taku nei confronti del compagno si sono trasformati in quelli di una fanciulla innamorata.
Disperata chiede aiuto a quello che crede essere cupido (cioè a Nina). La sera stessa, alla festa, benché conscio che ci sia qualcosa di anormale, il compagno di scuola comincia a cadere sotto il fascino del femminile Taku. Nel frattempo Nina trova il Kappa, picchiato ferocemente da Yuri finché non restituisce il maltolto. Successivamente mette K.O. il povero Yuji con un potente calcio nello stomaco, mentre il suddetto, completamente rapito da Taku stava per baciarlo. Poiché dall'ano erano state estratte le palle di Taku devono essere rimesse proprio attraverso l'ano. Giacché però queste ultime non passavano attraverso lo sfintere anale, Yuri fu costretta a usare la propria saliva e la propria bocca per reinserirle. Taku torna così a essere un maschio, ma all'insaputa di Yuri l'esperienza ha risvegliato in Taku una passione per la stimolazione anale (sottintendendo una possibile omosessualità).

## Volumi
Il manga è edito in Italia da Magic Press.

### Lista volumi
| 1 | 29 agosto 2007 | ISBN 978-4-59-214411-3 | 30 novembre 2013 | ISBN 978-88-7759-745-8 |
| 1 | Capitoli - 1st ball: Così all'improvviso? - 2nd ball: Ma si vede tutto! - 3rd ball: Che bello soffrire! - 4th ball: Fin dentro ai sogni!? - 5th ball: Una nuova sicaria!? - 6th ball: Urla di felicità!? - 7th ball: Davvero in grossi guai! - 8th ball: Ma non è rischioso?                                                                         |                        |                  |                        |
| 2 | 28 marzo 2008 | ISBN 978-4-59-214412-0 | 8 febbraio 2014  | ISBN 978-88-7759-746-5 |
| 2 | Capitoli - 9th ball: L'ho fatto! - 10th ball: Facciamo un patto? - 11th ball: Felice... ma nei guai? - 12th ball: Battaglia nel sogno! - 13th ball: Le mie palle sono in pericolo? - 14th ball: Diversi guai! - Special ball: Il 4 luglio dimenticato... - Extra ball: L'angelo proibito ♥                                                           |                        |                  |                        |
| 3 | 29 settembre 2008 | ISBN 978-4-59-214413-7 | 29 marzo 2014    | ISBN 978-88-7759-747-2 |
| 3 | Capitoli - 15th ball: Un piacere invisibile? - 16th ball: Guardando le palle? - 17th ball: Un cupido maiale? - 18th ball: Si vede tutto? - 19th ball: Una persecuzione assurda! - 20th ball: Ti ispeziono! ♥ - Special ball 1: Nella mia passerina? - Special ball 2: Resisto ... per il mio sogno!                                                  |                        |                  |                        |
| 4 | 29 giugno 2009 | ISBN 978-4-59-214414-4 | 31 maggio 2014   | ISBN 978-88-7759-748-9 |
| 4 | Capitoli - 21th ball: Miglioramento della tecnica? - 22nd ball: Non riesci a resistere? - 23rd ball: Non tormentarmi lì! - 24th ball: Inizia la guerra santa sessuale! - 25th ball: Stai esagerando! - 26th ball: Perdonami! - 27th ball: Minayo-chan nei guai! - Extra ball: L'angelo proibito again ♥                                              |                        |                  |                        |
| 5 | 29 gennaio 2010 | ISBN 978-4-59-214415-1 | 31 luglio 2014   | ISBN 978-88-7759-749-6 |
| 5 | Capitoli - 28th ball: Il demone dei sogni proibiti - 29th ball: Verginità, addio! - 30th ball: L'attacco delle geisha - 31st ball: Il pandemonio del piacere - 32nd ball: Agli ordini! - 33rd ball: Sesso sfrenato? Vengo! - Extra ball 1: L'angelo della perdizione ♥ - Extra ball 2: Il ragazzo senza palle                                        |                        |                  |                        |
| 6 | 5 maggio 2010 | ISBN 978-4-59-214416-8 | 22 novembre 2014 | ISBN 978-88-7759-750-2 |
| 6 | Capitoli - 34th ball: I veri sentimenti - 35th ball: Finalmente libero! O quasi .. - 36th ball: Lo faccio per amore! - 37th ball: Discutiamone seriamente! - 38th ball: Tette? Non resisto! - 39th ball: Che c'è di male se sei una tsundere? - 40th ball: Innamorati di me! - Last ball: Ti amo per davvero! - ~Story afterwards of Ellis and Kōta~ |                        |                  |                        |